# Hålsjö, Dalsland
Hålsjö är en sjö i Åmåls kommun i Dalsland och ingår i Göta älvs huvudavrinningsområde. Sjön har en area på 0,28 kvadratkilometer och ligger 133,2 meter över havet.

## Delavrinningsområde
Hålsjö ingår i det delavrinningsområde (655097-131087) som SMHI kallar för Inloppet i Käppesjö. Medelhöjden är 152 meter över havet och ytan är 19,82 kvadratkilometer. Det finns inga avrinningsområden uppströms utan avrinningsområdet är högsta punkten. Forsnäsån (Vitlandaån) som avvattnar avrinningsområdet har biflödesordning 2, vilket innebär att vattnet flödar genom totalt 2 vattendrag innan det når havet efter 196 kilometer. Avrinningsområdet består mestadels av skog (86 procent). Avrinningsområdet har 1,03 kvadratkilometer vattenytor vilket ger det en sjöprocent på 5,2 procent.